# Markku Kanerva
Markku Kanerva (Helsinki, 24 mei 1964) is een voormalig profvoetballer uit Finland, die speelde als verdediger en middenvelder gedurende zijn carrière. Hij beëindigde zijn actieve loopbaan in 1998 bij de Finse club HJK Helsinki. Kanerva stapte nadien het trainersvak in.

## Interlandcarrière
Kanerva kwam in totaal 59 keer (één doelpunt) uit voor de nationale ploeg van Finland in de periode 1986-1995. Onder leiding van bondscoach Jukka Vakkila maakte hij zijn officieuze debuut op 6 augustus 1986 in de vriendschappelijke thuiswedstrijd tegen Zweden (3-1 nederlaag) in Helsinki. Hij viel in dat duel na 73 minuten in voor Ari Jalasvaara.

## Trainerscarrière
Na het ontslag van de Schotse bondscoach Stuart Baxter trad Kanerva begin 2011 tijdelijk op als hoofdcoach van het Fins voetbalelftal. Hij leidde de nationale selectie tijdens de oefenduels tegen achtereenvolgens België (1-1 gelijkspel) en Portugal (2-0 nederlaag), voordat hij plaatsmaakte voor de definitieve opvolger van de onmin geraakte Baxter, oud-international Mika-Matti Paatelainen. Kanerva werd diens assistent. In een duel tegen België liet hij vijf spelers debuteren: Joona Toivio, Hannu Patronen, Ilja Venäläinen, Riku Riski en Sebastian Mannström.
Op 12 december 2016 werd Kanerva benoemd tot Fins bondscoach, nadat de Finse bond zich had ontdaan van hoofdcoach Hans Backe. De Zweed won, sinds hij in januari aantrad, geen wedstrijd met de Finse nationale ploeg. Assistent Kanerva tekende een driejarig contract. In de eerste wedstrijd onder zijn leiding, op 9 januari 2017 in Al Ain, Verenigde Arabische Emiraten, won Finland in een vriendschappelijk duel met 1-0 van Marokko door een treffer van Juhani Ojala. Kanerva werd op 15 november 2019 de eerste bondscoach van Finland die een groot internationaal toernooi behaalde. In groep J van de kwalificatie voor het EK 2020 werd het na 9 van de 10 wedstrijden definitief tweede en kwalificeerde het voor het eerst in de geschiedenis van een WK of EK.
| Interlands Finland onder leiding van Markku Kanerva | Interlands Finland onder leiding van Markku Kanerva | Interlands Finland onder leiding van Markku Kanerva | Interlands Finland onder leiding van Markku Kanerva | Interlands Finland onder leiding van Markku Kanerva |                            |
| №                                                   | Datum                                               | Wedstrijd                                           | Uitslag                                             | Competitie                                          |                            |
| Als interim-bondscoach (1)                          | Als interim-bondscoach (1)                          | Als interim-bondscoach (1)                          | Als interim-bondscoach (1)                          | Als interim-bondscoach (1)                          | Als interim-bondscoach (1) |
| --------------------------------------------------- | --------------------------------------------------- | --------------------------------------------------- | --------------------------------------------------- | --------------------------------------------------- | -------------------------- |
| 1                                                   | 09.02.2011                                          | België – Finland                                    | 1 – 1                                               | Oefeninterland                                      |                            |
| 2                                                   | 29.03.2011                                          | Portugal – Finland                                  | 2 – 0                                               | Oefeninterland                                      |                            |
| Als interim-bondscoach (2)                          |                                                     |                                                     |                                                     |                                                     |                            |
| 3                                                   | 04.09.2015                                          | Griekenland – Finland                               | 0 – 1                                               | EK-kwalificatie                                     |                            |
| 4                                                   | 07.09.2015                                          | Finland – Faeröer                                   | 1 – 0                                               | EK-kwalificatie                                     |                            |
| 5                                                   | 08.10.2015                                          | Roemenië – Finland                                  | 1 – 1                                               | EK-kwalificatie                                     |                            |
| 6                                                   | 11.10.2015                                          | Finland – Noord-Ierland                             | 1 – 1                                               | EK-kwalificatie                                     |                            |
| Als bondscoach                                      |                                                     |                                                     |                                                     |                                                     |                            |
| 7                                                   | 09.01.2017                                          | Marokko – Finland                                   | 0 – 1                                               | Oefeninterland                                      |                            |
| 8                                                   | 13.01.2017                                          | Slovenië – Finland                                  | 2 – 0                                               | Oefeninterland                                      |                            |
| 9                                                   | 24.03.2017                                          | Turkije – Finland                                   | 2 – 0                                               | WK-kwalificatie                                     |                            |
| 10                                                  | 28.03.2017                                          | Oostenrijk – Finland                                | 1 – 1                                               | Oefeninterland                                      |                            |
| 11                                                  | 07.06.2017                                          | Finland – Liechtenstein                             | 1 – 1                                               | Oefeninterland                                      |                            |
| 12                                                  | 11.06.2017                                          | Finland – Oekraïne                                  | 1 – 2                                               | WK-kwalificatie                                     |                            |
| 13                                                  | 02.09.2017                                          | Finland – IJsland                                   | 1 – 0                                               | WK-kwalificatie                                     |                            |
| 14                                                  | 05.09.2017                                          | Kosovo – Finland                                    | 0 – 1                                               | WK-kwalificatie                                     |                            |
| 15                                                  | 06.10.2017                                          | Kroatië – Finland                                   | 1 – 1                                               | WK-kwalificatie                                     |                            |
| 16                                                  | 09.10.2017                                          | Finland – Turkije                                   | 2 – 2                                               | WK-kwalificatie                                     |                            |
| 17                                                  | 09.11.2017                                          | Finland – Estland                                   | 3 – 0                                               | Oefeninterland                                      |                            |

## Erelijst
HJK Helsinki
- Fins landskampioen

1985, 1987, 1988, 1990, 1997
- Beker van Finland

1984, 1996, 1998
- Liigacup

1994, 1996, 1997, 1998